# (3214) Макаренко
(3214) Макаренко (лат. Makarenko) — типичный астероид главного пояса, открыт 2 октября 1978 года советским астрономом Людмилой Журавлёвой в Крымской астрофизической обсерватории и 31 мая 1988 года назван в честь советского педагога и писателя Антона Макаренко.

## Обнаружение и именование
(3214) Макаренко
Открыт 2 октября 1978 года в Научном Л. В. Журавлёвой.
Назван в память о выдающемся советском педагоге и писателе Антоне Семёновиче Макаренко (1888—1939).
Оригинальный текст (англ.)3214 Makarenko
Discovered 1978-10-02 by Zhuravleva, L. at Nauchnyj.
Named in memory of Anton Semenovich Makarenko (1888—1939), outstanding Soviet teacher and writer.
Источники: DISCOVERY.DB; M.P.C. 13175.

## Орбита

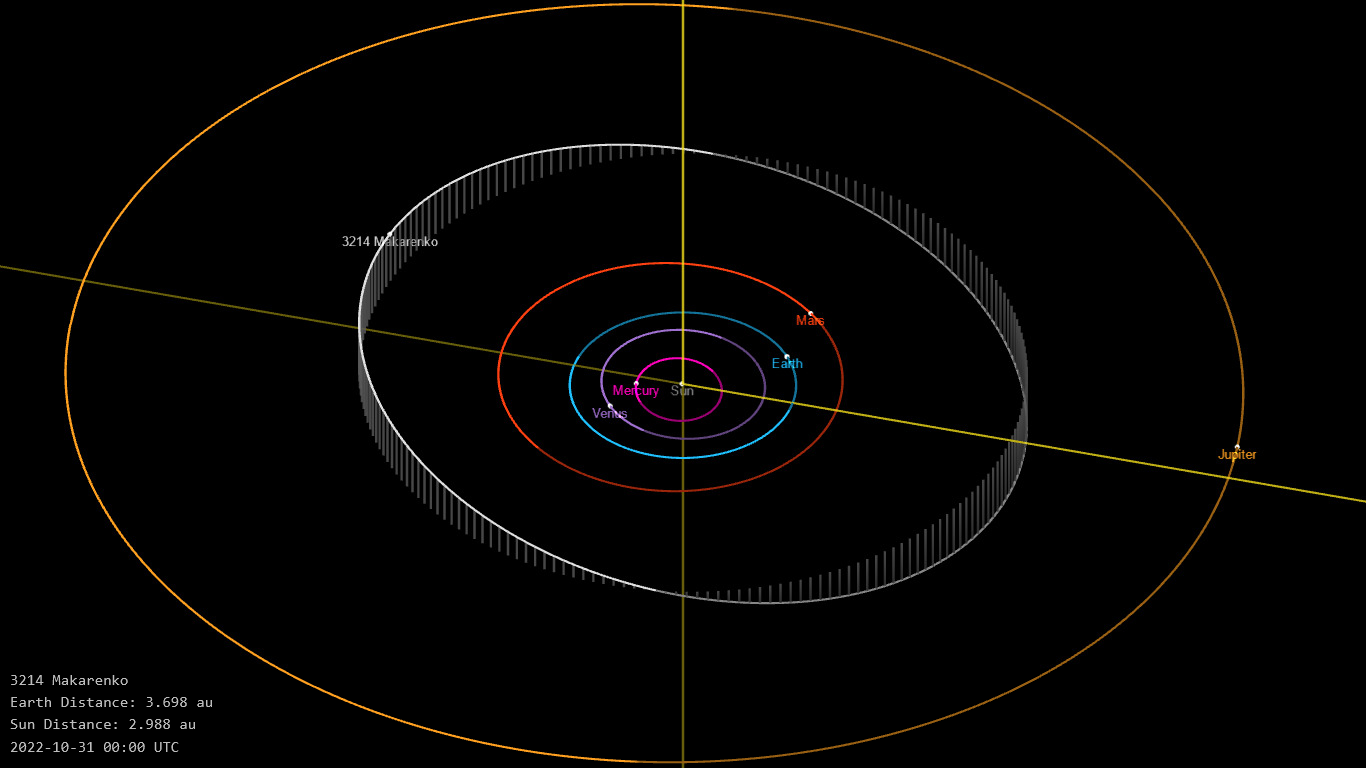
Орбита астероида Макаренко и его положение в Солнечной системе

## Физические характеристики
Из результатов второго этапа спектроскопической съёмки малых астероидов главного пояса (Small Main-belt Asteroid Spectroscopic Survey, SMASSII) следует, что астероид относится к таксономическому классу Xc.
По результатам наблюдений в инфракрасном диапазоне спутника Akari и наблюдений в видимом и ближнем инфракрасном диапазоне космического телескопа NEOWISE диаметр астероида сначала оценивался равным 21,25±1,29 км, позже — 18,442±2,796 км. Согласно тем же источникам альбедо оценивается как 0,143±0,019 и 0,136±0,053.